# 177 km (obwód pskowski)
177 km (ros. 177 км) – przystanek kolejowy w lasach, w rejonie plusskim, w obwodzie pskowskim, w Rosji. Położony jest na linii dawnej Kolei Warszawsko-Petersburskiej, w oddaleniu od skupisk ludzkich. Najbliższą miejscowością jest Małyj Łużok.